# Алваро Мутис
Алваро Мутис Харамильо (на испански: Álvaro Mutis Jaramillo) е колумбийски поет и прозаик. Живял е в Брюксел, където баща му е бил дипломат. От 1956 г. живее в Мексико сити.
Известен с романа си „Магрол юнгата“ (Maqroll el Gaviero), по-късно развит в „Приключенията и нещастията на Магрол“. Неговият близък приятел Маркес го определя като „един от най-големите съвременни писатели“.